# Саратовський сільський округ
Сара́товський сільський округ (каз. Саратовка ауылдық округі, рос. Саратовский сельский округ) — адміністративна одиниця у складі Уланського району Східноказахстанської області Казахстану. Адміністративний центр — село Саратовка.
Населення — 1389 осіб (2021; 2191 у 2009, 2137 у 1999, 2793 у 1989).
Станом на 1989 рік існувала Саратовська сільська рада (села Новоодеське, Отрадне, Саратовка) колишнього Тавричеського району.

## Склад
До складу округу входять такі населені пункти:
| Населений пункт    | Старі назви | Населення, осіб (1989) | Населення, осіб (1999) | Населення, осіб (2009) | Населення, осіб (2021) |
| ------------------ | ----------- | ---------------------- | ---------------------- | ---------------------- | ---------------------- |
| Ново-Одеське, село | Новоодеське | 575                    | 586                    | 619                    | 482                    |
| Отрадне, село      | -           | 445                    | 426                    | 527                    | 346                    |
| Саратовка, село    | -           | 1773                   | 1125                   | 1045                   | 561                    |